# Paolo Tommaso Alberghi

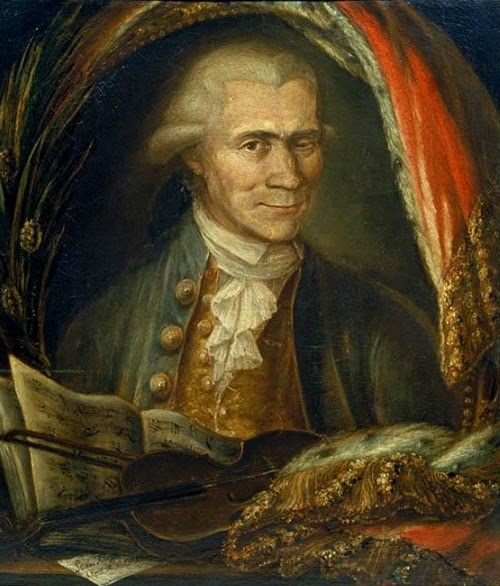
Paolo Tommaso Alberghi

Paolo Tommaso Alberghi (* 16. Dezember 1716 in Faenza; † 11. Oktober 1785 ebenda) war ein italienischer Geiger und Komponist.

## Leben
Paolo Alberghi erhielt ersten Unterricht von seinem älteren Bruder Don Francesco Alberghi, der von 1737 bis 1760 Kapellmeister am Dom von Faenza war. Zwischen 1731 und 1733 war Paolo Alberghi Schüler von Giuseppe Tartini. Ab 1733 erhielt er am Dom von Faenza eine Violinistenstelle, und ab 1760 bis zu seinem Tod 1785 hatte er den Posten des Kapellmeisters inne. Als namhafte Schüler sind vor allem sein Sohn Ignazio Alberghi (1758–1836), Giuseppe Sarti und Cristoforo Babbi (1748–1814) zu erwähnen. Alle drei wirkten zumindest zeitweise am Dresdner Hof, Babbi ab 1780 als Konzertmeister und Komponist.

## Werk
Das kompositorische Werk Alberghis umfasst zahlreiche geistliche Werke für den Gebrauch in der Kathedrale, die im konservativen Stil gehalten sind. Daneben schuf er etwa 25 Violinkonzerte und mehrere Violinsonaten. Die langsamen Sätze dieser Werke sind einfach gesetzt und lassen Freiraum für improvisierte Verzierungen nach der Lehre Tartinis. Außerdem schuf er mehr als 40 Triosonaten. Wie in zeitgenössischen Quellen dokumentiert ist, hat er jedes Jahr zahlreiche Werke für religiöse und städtische Gelegenheiten komponiert, so dass ein großer Teil des Gesamtwerkes als verschollen gelten kann.